# رامی اگمان
رامی اگمان (انگلیسی: Romy Eggimann؛ زادهٔ ۲۹ سپتامبر ۱۹۹۵) بازیکن هاکی روی یخ اهل سوئیس است.